# Quelle

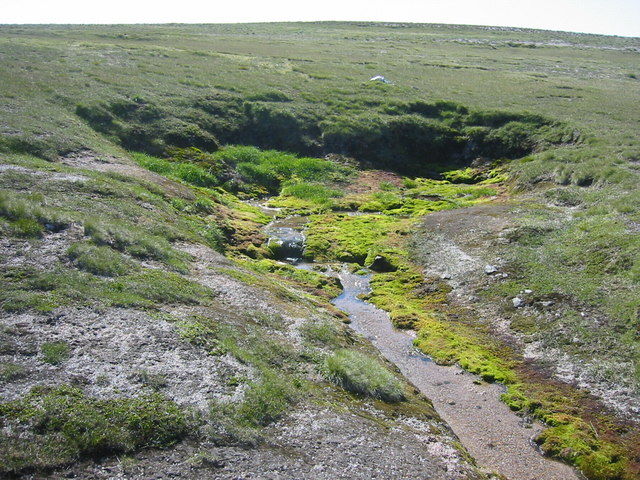
Quelle des Dee im schottischen Hochland

Eine Quelle ist ein Ort, an dem dauerhaft oder zeitweise Grundwasser auf natürliche Weise an der Geländeoberfläche austritt. Meistens handelt es sich dabei um aus Niederschlägen gespeistes (meteorisches) Grundwasser. Nur in seltenen Fällen entstammt das Wasser tieferen Teilen des Erdinneren (juveniles Wasser).
Quellen bilden im Naturraum besondere Orte der Verbindung von Untergrund und Erdoberfläche; häufig sind sie zusammen mit ihrer jeweiligen Umgebung landschaftlich besonders eindrucksvoll und werden naturschutzfachlich als besondere geschützte Biotope oder Geotope behandelt. 

## Klassifikation
Quellen können nach mehreren Aspekten klassifiziert werden: nach dem hydrostatischen Druck des Grundwassers, nach dem zeitlichen Verlauf der Quellschüttung, nach der Quelltemperatur, nach dem Gehalt an gelösten gasförmigen und festen Stoffen, nach Strukturmerkmalen oder nach der Art der vom Austritt geschaffenen Lebensräume.

### Einteilung nach hydrostatischem Druck
- Austritt freien Grundwassers: Der Druck an der Grundwasseraustrittsstelle ist dem atmosphärischen gleich, man spricht auch von absteigenden Quellen.
- Austritt gespannten Grundwassers (Artesische Quelle): Der Druck an der Grundwasseraustrittsstelle ist größer als der atmosphärische, man spricht auch von aufsteigenden Quellen.

### Einteilung nach dem zeitlichen Verlauf der Quellschüttung
- Perennierende Quellen fließen beständig, wobei ihre Schüttung stark schwanken kann.
- Intermittierende Quellen fallen zeitweise trocken. Intermittierende Karstquellen werden auch Hungerbrunnen genannt.

### Einteilung nach Quelltemperatur
Gewöhnlich entspricht die Wassertemperatur einer Quelle der örtlichen mittleren Jahrestemperatur der Luft und ist im jahreszeitlichen Verlauf konstant. In Mitteleuropa liegt die Temperatur dann etwa bei 6 bis 10 °C, in tropischen Gebieten bei 20 bis 25 °C. Liegt der speisende Grundwasserleiter weniger als 20 Meter tief, kann es zu geringen jahreszeitlichen Schwankungen der Quelltemperatur kommen.
- Akratopegen: Quellen, deren Temperatur der mittleren örtlichen Jahrestemperatur entspricht.
- Akratothermen: Quellen, deren Wassertemperatur über der mittleren Jahrestemperatur der Luft liegt (Thermalquellen).

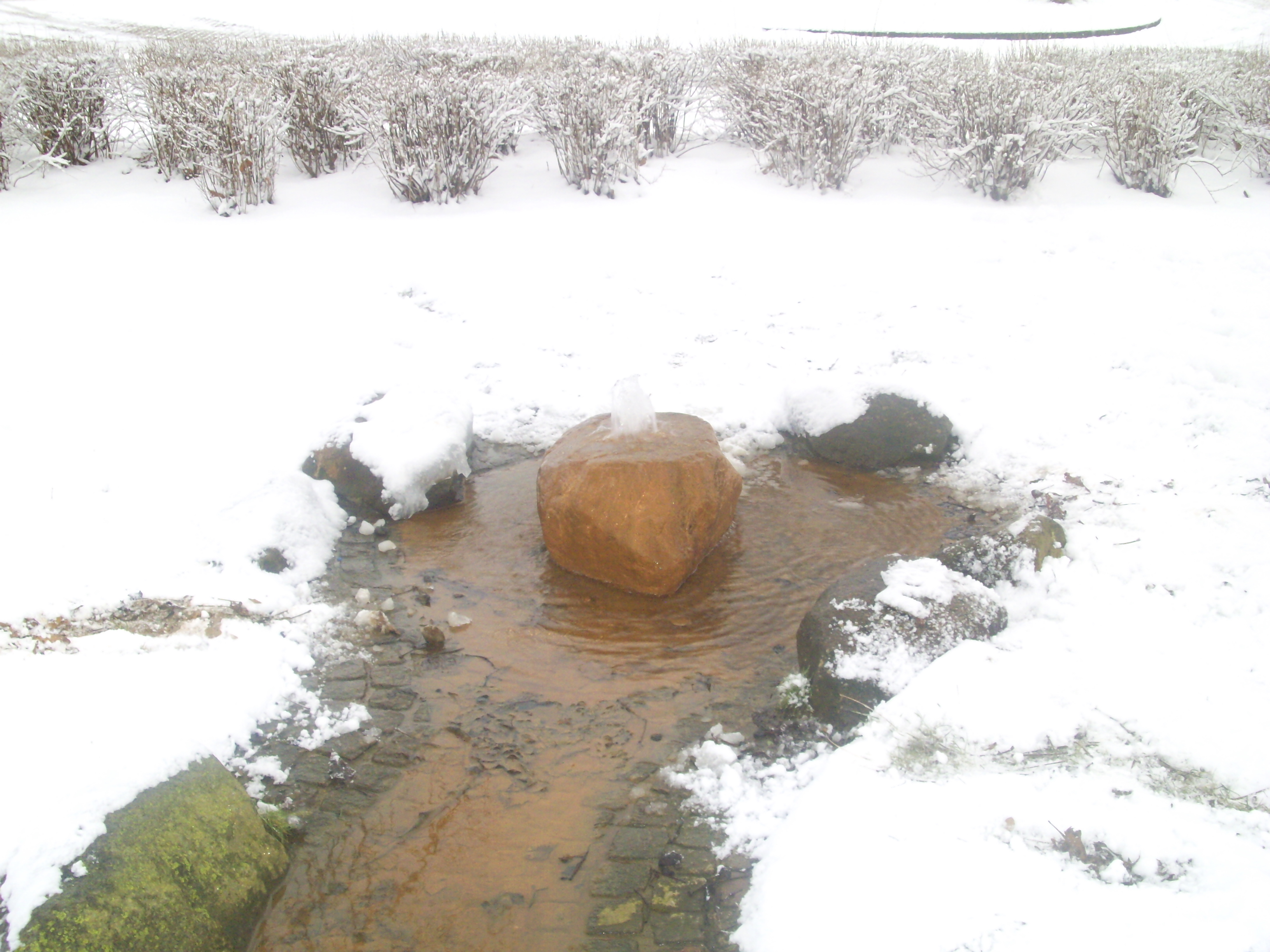
Kaum verminderte Quelltemperatur im Winter (Strand bei Wassersleben)

### Einteilung nach dem Gehalt an gelösten Stoffen
Quellen, die einen besonders hohen Gehalt an gelösten gasförmigen oder festen Stoffen haben, bezeichnet man als Mineralquellen. Mit der Wirkung von Heilquellen beschäftigt sich die Balneologie. Mineralquellen lassen sich weiter unterteilen in Solequellen, Schwefelquellen, Säuerlinge, alkalische Quellen, Bitterquellen, Eisenquellen und radioaktive Quellen. Träger der Radioaktivität in radioaktiven Quellen ist das Edelgas Radon, das beim Zerfall von uran- oder thoriumhaltigen Mineralen meist in Granit- oder Gneisgesteinen entsteht (vgl. Radonbalneologie).
Zu beachten ist, dass nach deutschem Recht Heilquellen „natürlich zu Tage tretende oder künstlich erschlossene Wasser- oder Gasvorkommen“ sind (Wasserhaushaltsgesetz, §53). Damit kann auch eine Bohrung oder ein Brunnen, der ein entsprechendes Grundwasservorkommen erschließt, eine „Heilquelle“ sein, auch wenn es sich definitionsgemäß eigentlich nicht um eine Quelle handelt. Entsprechende Brunnen werden oft Quelle genannt (z. B. Kaiser-Friedrich-Quelle). Der Bezug auf Gasvorkommen steht im Gesetz, da Kohlendioxid enthaltene Quellen oft gemeinsam mit Gasvorkommen (Mofetten genannt) auftreten und das geförderte Wasser eigentlich ein Wasser-Gas-Gemisch ist.

### Einteilung nach Strukturmerkmalen im Quelleinzugsgebiet

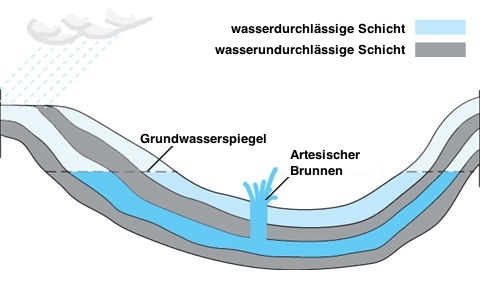
Typische geologische Situation bei artesischen Quellen (Prinzipschnitt)

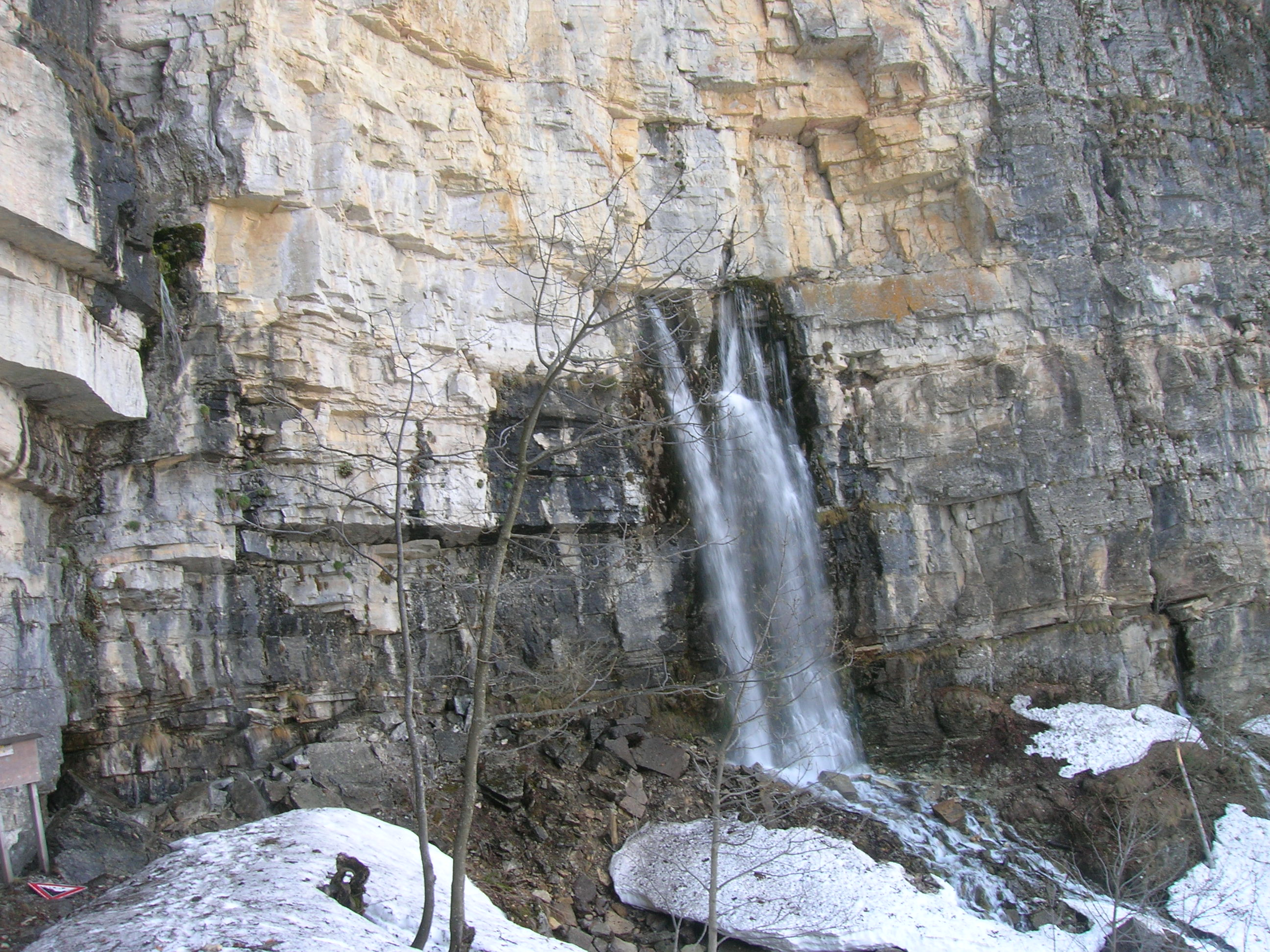
Intermittierende Karstquelle (Pesio in den Ligurischen Alpen)

- Karstquellen: Weltweit häufig vorkommende Karbonatgesteine[2] haben vielfach die Eigenschaft, beim Einwirken von CO2-haltigem Wasser (übliche Niederschläge) in Lösung zu gehen. Das dann kalkhaltige Wasser tritt in Rissen/Klüften/Spalten/Gängen/Höhlen als Karstquelle relativ schnell aus.
- Schichtquellen: Grundwasser bewegt sich über einer stauenden Gesteinsschicht zur Austrittsstelle.
- Überlaufquellen: auch Überfallquelle genannt, Grundwasser staut sich über einer Gesteinsschicht bis zur tiefstmöglichen Austrittsstelle, besonders bei seitlich begrenzenden (stauenden) Gesteinen (etwa an Verwerfungen oder vor Kalksinterkrusten) auch Stauquellen genannt.
- Verengungsquellen: Sonderform der Überlaufquelle; im Grundwasserleiter selbst baut sich vor Stellen geringerer Durchlässigkeit hydrostatischer Druck auf, der zum Grundwasseranstau bis zur Erdoberfläche führen kann und dort zum (oft nur zeitweisen) Quellaustritt.
- Spaltenquellen (auch Spaltengrenzquellen, Spaltquellen, Fugenquellen, Kluftquellen): Grundwasser tritt an einer offenen Felsspalte ins Freie. Spaltenquellen sind an Spalten und Klüfte von brüchigen Gesteinen gebunden, das können magmatische oder metamorphe Gesteine wie Granite oder Gneise oder Sedimentgesteine wie Kalke sein.[3][4] Wird in Kalken der Hohlraum durch Lösungsvorgänge erweitert, gehen sie in Karstquellen über.
- Artesische Quellen: Grundwasser, das unter eine in Fließrichtung absteigende Gesteinsschicht gedrückt wird und an wenigen durchlässigen Stellen (etwa an Bruchlinien) unter Druck an die Oberfläche gelangt.
- Geysire (auch Springquellen): vulkanisch erhitztes oder mit Kohlenstoffdioxid versetztes Grundwasser bildet beim Austritt wiederholt Fontänen.
- Störungsquelle: auch Verwerfungsquelle genannt, Quelle die an einer geologischen Störung auftritt, vor allem, wenn an der Störungsfläche wasserundurchlässige, stauende gegen durchlässige Gesteine versetzt sind. So kommt es oft zu Quellhorizonten, die dem Ausbiss der entsprechenden Störung folgen. Störungsquellen können unter anderem Spezialformen von Überlaufquellen sein. Sofern entlang der Verwerfung das Gestein durch die Bewegung stark zerrüttet ist und eine sehr hohe Durchlässigkeit aufweist, können Störungsquellen auch artesisch sein.[5]

### Einteilung nach Strukturmerkmalen des Quellortes
- Rheokrene (Fließ- oder Sprudelquelle) zeigen einen deutlich erkennbaren, lokal begrenzten Austritt mit einem sichtbaren Abfluss. Er kann laminar strömen und sogar Stillwasserzonen aufweisen, oder aber nach Austritt aus Klüften in steilem Gelände einen Sturzbach oder Wasserfall bilden (Fallquelle, Sturzquelle).
- Helokrene (Sickerquelle, Sumpfquelle) sind durch flächig austretendes Grundwasser gekennzeichnet, das sich in einem Quellsumpf aus kleinsten Quellrinnsalen sammelt. Ein solches Quellgebiet kann sich, je nach klimatischer und geologischer Situation, über Quadratkilometer erstrecken. Im Flachland haben Helokrene, abgesehen von einigen aufsteigenden Quellen, meist eine geringe Schüttung.
- Limnokrene (Tümpelquelle, Trichterquelle, Quellteich, Quelltümpel) sind Quellaustritte am Grund einer Mulde, wodurch sich ein stehendes Gewässer (ein Quelltümpel, Quellteich oder sogar ein Quellsee) bildet. Durch Überfließen des Gewässerrandes entsteht dann ein Quellbach. In Karstgebieten kann ein solcher Quelltümpel große Tiefen erreichen.
- Unterseeische Quellen treten besonders in Karstgebieten auf.
- Endorheische Quellen sind abflusslos; ihr Wasser versickert nach kurzer Fließstrecke wieder.
- Gefasste Quellen sind mit einer künstlichen Quellfassung umbaut oder auch denkmalartig gestaltet.

(Brunnen sind künstliche Grundwasseraufschlüsse und werden nicht als Quelle bezeichnet.)

## Quellen als Lebensraum

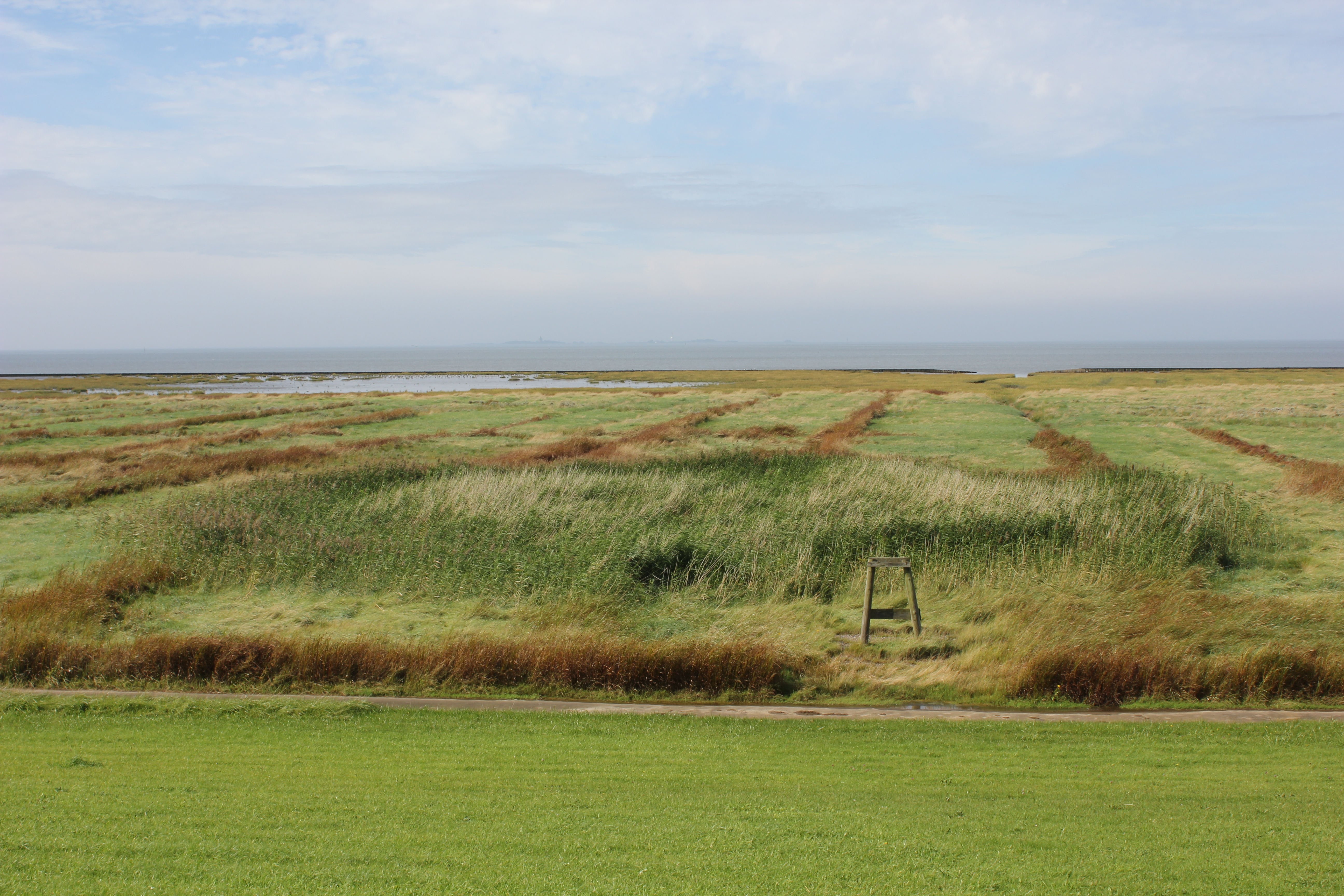
Schilf als Zeigerpflanze für Austritte von Süßwasser im Salzwatt (Nordsee westlich von Cuxhaven)

## Bekannte Quellen

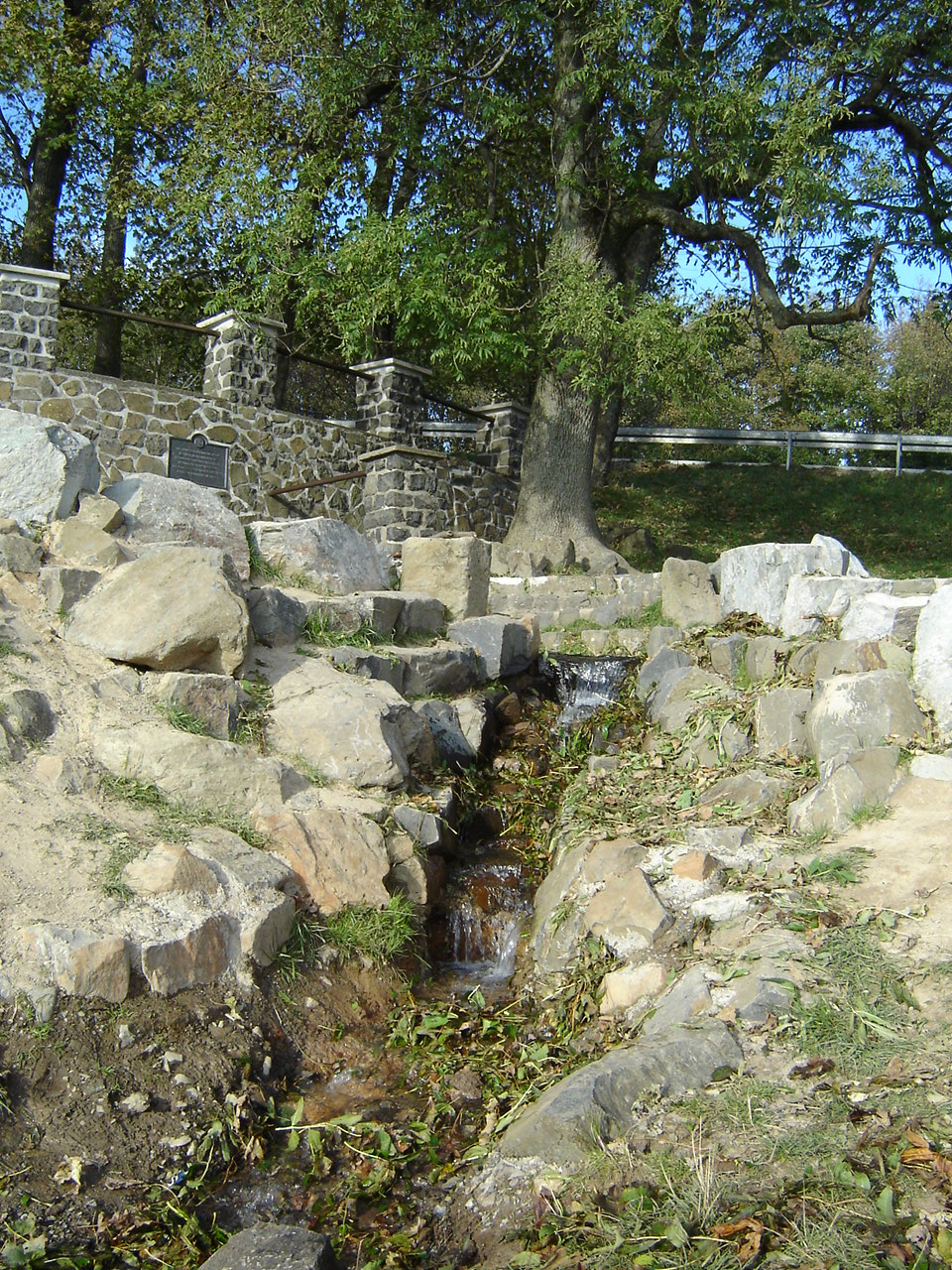
Gefasste Quelle (Fulda, Westhang der Wasserkuppe)

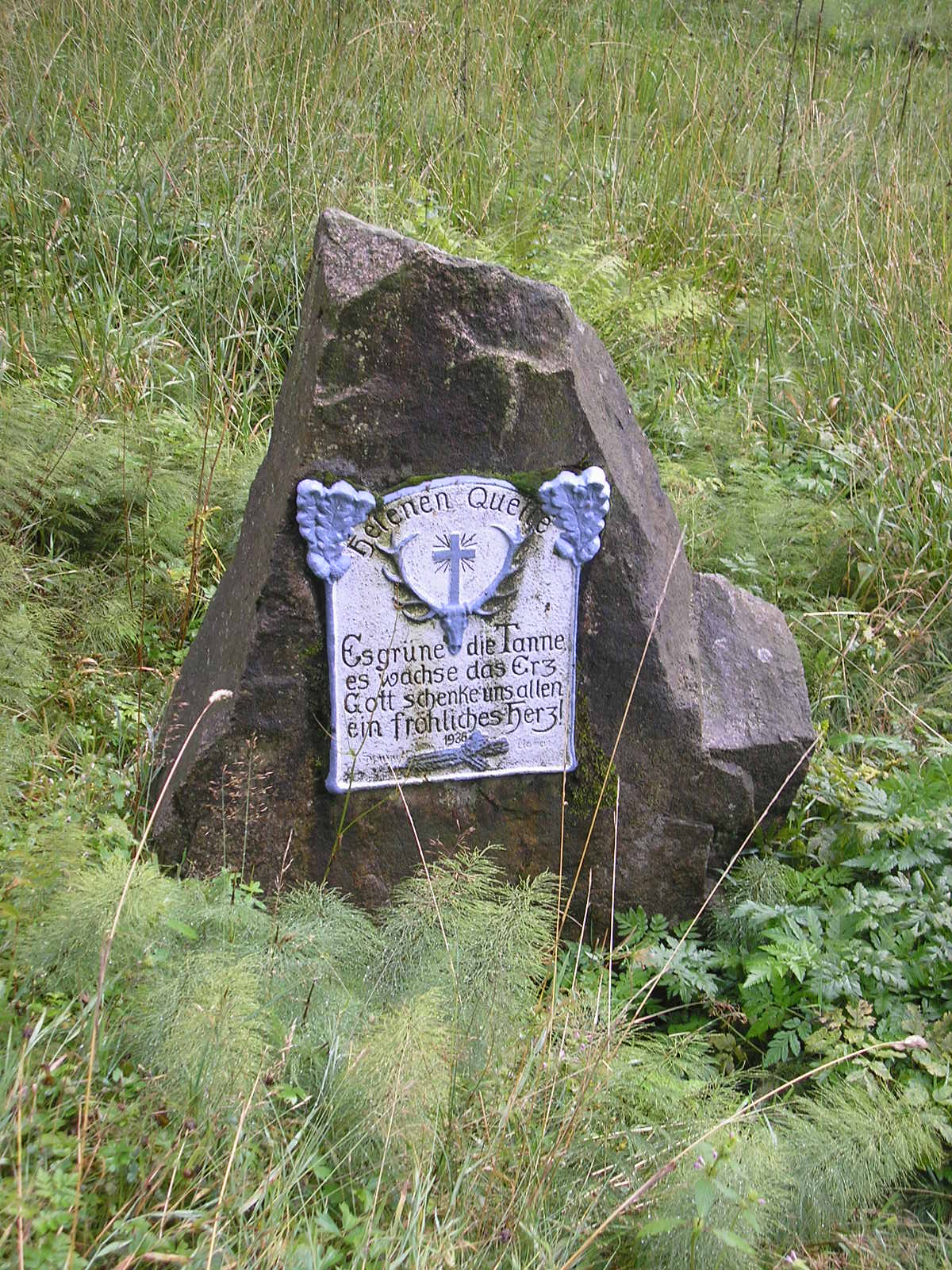
Quellstein (Helenenquelle, Schortetal im Thüringer Wald)